# Chris Willis
Chris Willis, nome d'arte di Christopher Kevin Willis (Atlanta, 26 febbraio 1969), è un cantante statunitense.

## Carriera
Riceve la fama e l'attenzione internazionale grazie alle sue collaborazioni con il dj house David Guetta.
Originariamente cantante gospel, ha contribuito nell'album pop-classico Handel's Messiah - A soulful celebration nel 1993, cantando una versione moderna di Every Walley Shall be exalted. Nella metà degli anni novanta, Chris lavora come corista nel tour di Twila Paris. Nel 1996 rilascia il suo omonimo album di debutto, per il quale ha ricevuto una nomination ai Nashville Music Awards come miglior album R&B dell'anno. In quell'anno ha anche aperto alcune date del tour di Mark Lowr. Il tour ha generato un album, che ha vinto un GMA Done Award nel 1998 per l'evento speciale Album Dell'Anno.
Dopo l'incontro con il dj house David Guetta durante una visita a Parigi, Willis collabora alla scrittura della maggior parte delle parti vocali dell'album di debutto di Guetta, Just a Little More Love, inclusa l'omonima hit.
Alla fine del 2010 ha realizzato il suo singolo da solista Louder (Put Your Hands Up) e l'ha reso disponibile su iTunes dal 12 ottobre 2010.
Chris Willis risiede ad Atlanta, Georgia.
I suoi generi musicali includono gospel, disco, pop rock, R&B e pop.

## Discografia
Collaborazioni con David Guetta
- 2001: Just a Little More Love
- 2002: Love Don't Let Me Go
- 2002: People Come, People Go
- 2004: Money
- 2004: Stay
- 2006: Love Don't Let Me Go (Walking Away) (feat. David Guetta vs The Egg)
- 2007: Love Is Gone
- 2008: Tomorrow Can Wait (feat. David Guetta vs Tocadisco)
- 2009: Everytime We Touch (feat. David Guetta, Steve Angello e Sebastian Ingrosso)
- 2009: Gettin' Over You
- 2010: Sound of Letting Go (feat. David Guetta & Tocadisco)
- 2010: Gettin' Over You (feat. David Guetta, Fergie & LMFAO)

Singoli
- 2010: Louder (Put Your Hands Up)
- 2013: Feel The Love (feat. Rave Radio)
- 2017: Come to me (feat. Sean Finn)